# Master in Public Administration

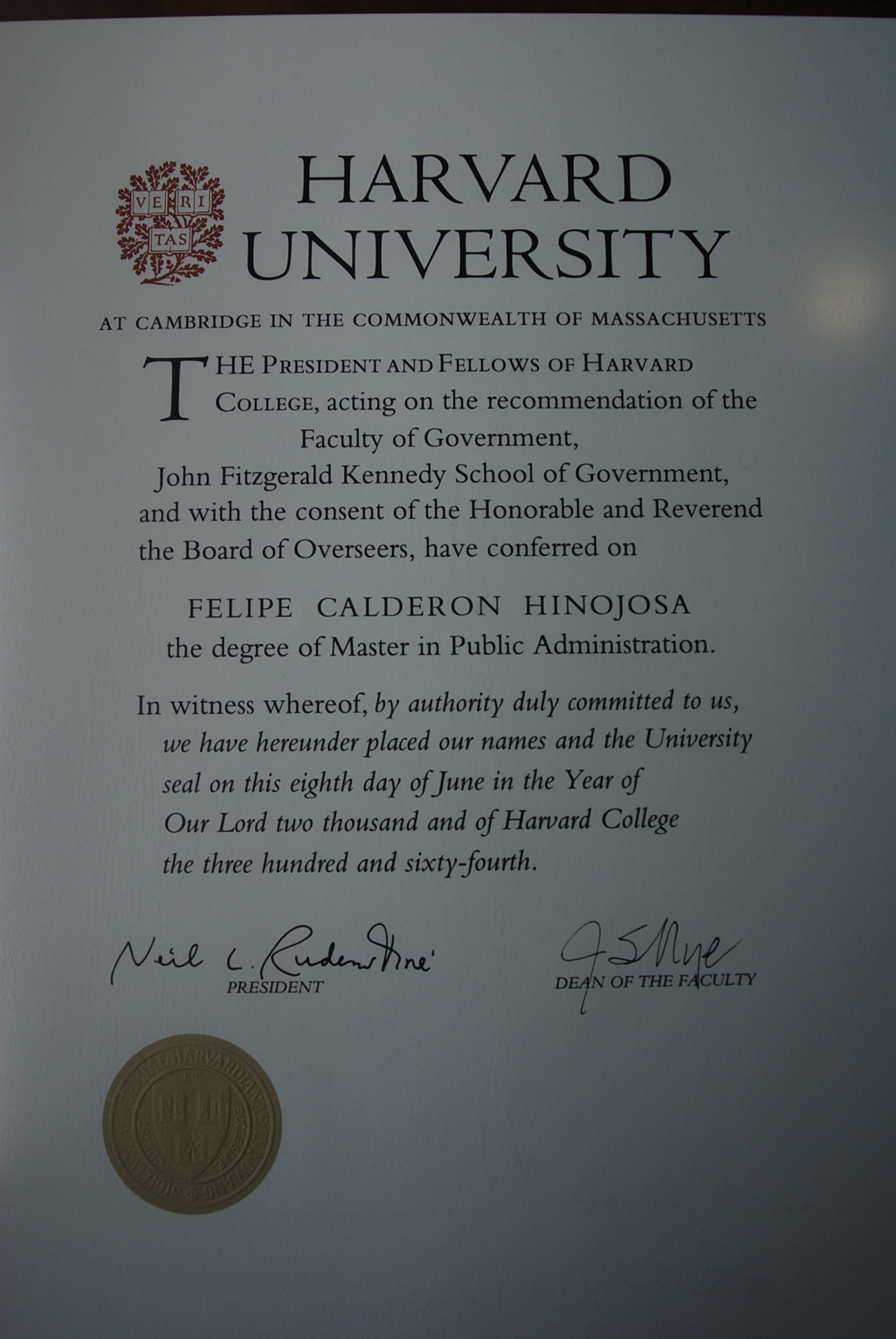
Esempio di un diploma dell'Università di Harvard che conferisce il titolo MPA. Appartiene a Felipe Calderón, ex presidente del Messico.

Il Master in Public Administration (MPAdm., MPA o MPA) è una laurea professionale in pubblica amministrazione, simile al Master in Business Administration ma con un'enfasi sulle questioni di governance.

## Programma
Il programma MPA è una laurea professional (professional degree) e e una laurea (degree) per il settore pubblico e prepara gli studenti a lavorare come manager, dirigenti e analisti politici nel braccio esecutivo del governo locale, statale/provinciale e federale/nazionale, e sempre più in organizzazioni non governative (ONG) e settori non a scopo di lucro. Il corso pone l'accento sull'indagine sistematica dell'organizzazione e della sua gestione esecutiva. L'istruzione include ruoli, sviluppo e principi della pubblica amministrazione; gestione e attuazione delle politiche pubbliche.
Nel corso della sua storia, il diploma MPA è diventato più interdisciplinare attingendo a campi come economia, sociologia, diritto, antropologia, scienze politiche e pianificazione regionale al fine di fornire ai laureati competenze e conoscenze che coprono una vasta gamma di argomenti e discipline rilevanti al settore pubblico. Un curriculum di base di un tipico programma MPA di solito include corsi di microeconomia, finanza pubblica, metodi di ricerca, statistica, analisi delle politiche, contabilità gestionale, etica, gestione pubblica, sistemi di informazione geografica (GIS) e valutazione dei programmi. Gli studenti dell'MPA possono concentrare i loro studi su settori del settore pubblico come pianificazione urbana, gestione delle emergenze, trasporti, assistenza sanitaria (in particolare salute pubblica), sviluppo economico, sviluppo della comunità, gestione organizzazioni senza scopo di lucro, politica ambientale, politica culturale, affari internazionali e criminalità giustizia.
I laureati attualmente ricoprono alcune posizioni importanti nel settore pubblico, tra cui il primo ministro di Singapore Lee Hsien Loong, l'ex segretario generale delle Nazioni Unite Ban Ki-moon, l'ex direttore della CIA David Petraeus, l'ex presidente della Liberia Ellen Johnson Sirleaf, l'ex presidente del Messico Felipe Calderón, il ministro degli Esteri serbo Vuk Jeremić, il presidente dell'Organizzazione mondiale della toilette Jack Sim, l'ex commissario di polizia di New York Raymond Kelly, l'ex segretario alla salute e ai servizi umani Kathleen Sebelius, l'attuale tesoriere australiano Josh Frydenberg. Altri importanti laureati dell'MPA includono il presidente della Camera dei rappresentanti degli Stati Uniti Dan Crenshaw, Bill O'Reilly e il pilota Chesley Sullenberger.